# Замок Беллагі

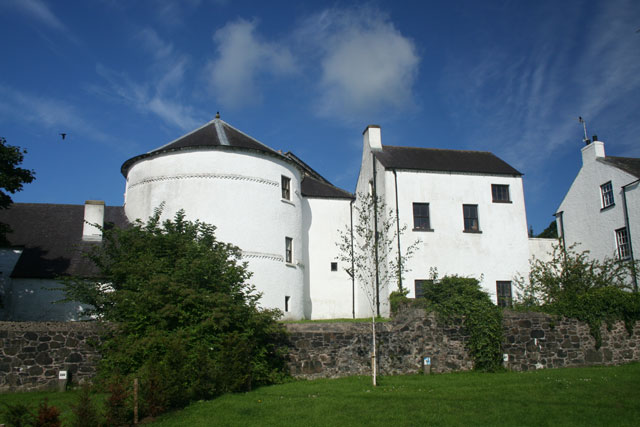
Замок Беллагі. Вигляд 2007 року.

Замок Беллагі (англ. Bellaghy Castle, ірл. Caisleán an Baile Eachaidh) — Кашлєн ан Балє Еахайд — один із замків Ірландії, розташований в графстві Деррі, Північна Ірландія. Ірландська назва в перекладі означає «замок міста Еахайда». Замок розташований в однойменному селищі, на північний захід від озера Лох-Ней, у 5 милях на північний схід від селища Магерафелт. Біля замку Беллагі пройшло дитинство відомого ірландського поета Шеймаса Гіні (1939—2013), що отримав Нобелівську премію з літератури. Біля замку відкрили в 2016 році новий центр мистецтв, присвячений Шеймасу Гіні, який назвали «Гіні хоумплейс». Будівля $ 5,2 млн був побудований на місці колишньої штаб-квартирі Королівської поліції Ольстера.

## Історія замку Беллагі
У давні часи — ще в часи королівства Улад та в часи королівства Тір Еогайн на місці замку Беллагі була фортеця круглої форми. Іноді її так і називають — Кругла фортеця. Ця підтверджують археологічні розкопки. У XVII столітті після остаточного завоювання Ірландії Англією ця місцевість стала одним із центрів англійської колонізації Ірландії, одним із центрів британських колоній в Ольстері. Цю колонізацію проводило, зокрема, англійське «Товариство Вінтрер». У 1622 році вже стояв сучасний замок Беллагі, навколо якого було невелике селище — церква, млин, 12 будинків.
Замок Беллагі збудували англійські колоністи. Він являв собою укріплений будинок. Замок мав навколишні стіни, дві круглих вежі і протилежних кутках замку. Це один з найкращих зразків укріпленого будинку XVII століття Ірландії, які збереглися до нашого часу.
Під час повстання за незалежність Ірландії 1641 року замок Беллагі був сильно зруйнований, але вцілів. Інші будинки селища під час боїв згоріли вщент. У 1996 році замок був відреставрований, у ньому був відкритий музей. У музеї є виставки природничої історії краю, історії англійської колонізації Ольстера, виставка присвячена поету Шеймасу Гіні — лауреату нобелівської премії по літературі. Шеймас Гіні народився біля замку Беллагі на фермі, що належала його батькам — ірландській католицькій родині. Тут він провів бульшу частину свого дитинства. Потім він жив в Дубліні, але похований він був біля замку Беллагі — на католицькому кладовищі Діви Марії.
Крім Шемаса Гіні біля замку Беллагі народилося ще два відомих ірландці — Френсіс Х'юз та його двоюрідний брат Томас Мселві. Вони були борцями за незалежність Ірландії, в'язнями британської тюрми і оголосили голодування в 1981 році з вимогою визнати їх політичними в'язнями та загинули в результаті голодування.